# Oxyphyllomyia alticola
Oxyphyllomyia alticola är en tvåvingeart som beskrevs av Hiroshi Shima 1983. Oxyphyllomyia alticola ingår i släktet Oxyphyllomyia och familjen parasitflugor.
Artens utbredningsområde är Nepal. Inga underarter finns listade i Catalogue of Life.